# Museo Municipal de Bellas Artes Juan B. Castagnino
El Museo de Bellas Artes Juan B. Castagnino es un museo de arte de la ciudad de Rosario (provincia de Santa Fe, Argentina) considerado un muy importante centro cultural del país, segundo en el orden nacional. Es administrado por la Municipalidad de Rosario.
Se encuentra en la intersección del bulevar Oroño y la avenida Pellegrini, al borde del Parque Independencia, cerca del centro de la ciudad.

## El edificio
Fue una donación a la municipalidad de Rosario de la Sra. Rosa Tiscornia de Castagnino en memoria de su último hijo, Juan Bautista Castagnino, importante pintor, crítico de arte y coleccionista rosarino.

El palacio fue proyectado por los arquitectos Hilarión Hernández Larguía y Juan Manuel Newton.

Fue abierto en 1936, pero su inauguración oficial como museo fue el 7 de diciembre de 1937.
El museo tiene tres plantas (el subsuelo es depósito de obras), con 35 salas de diferentes superficies y alturas y 700 m lineales para exhibiciones.

## Colección
El patrimonio artístico inicial fue adquirido de donaciones privadas, más el propio patrimonio del primitivo «Museo Municipal de Bellas Artes de Rosario» (inaugurado en 1920), y las posteriores adquisiciones por la municipalidad y la Fundación del Museo.
En 2013, tiene más de 4000 obras: arte europeo, argentino de los siglos XIX y XX, y de autores rosarinos hasta los años treinta.
La colección de arte contemporáneo (cerca de 300 obras) fue mudada al nuevo anexo, el Macro (Museo de Arte Contemporáneo de Rosario), abierto el 16 de noviembre de 2004.